# Bunge Global
Bunge Global SA es una empresa global de agronegocios y alimentos, constituida en Ginebra, Suiza y con sede en San Luis (Misuri), Estados Unidos.
Además de ser un exportador internacional de soja, también está involucrada en el procesamiento de alimentos, comercio de granos y fertilizantes. La empresa cuenta con aproximadamente 23.000 colaboradores en más de  40 países. 

## Historia

### Comienzos
La historia de la Bunge comienza en 1818, cuando se funda Bunge & Co. en Ámsterdam (Países Bajos), por un negociante de origen alemán, Johannpeter G. Bunge, para comercializar productos importados de las colonias holandesas. Algunos años después, la sede de la empresa se cambiaría a Róterdam y serían creadas empresas subsidiarias en otros países europeos. 
En 1859, a invitación del rey del recién creado Reino de Bélgica, la compañía Bunge cambia su sede a Amberes, que se convierte en el brazo comercial del nuevo Reino. Inicia negocios en Asia y África, ya bajo el mando de Edouard Bunge, nieto del fundador.

En 1884, Ernest Bunge, hermano de Edouard, se traslada a Argentina, donde, con otros socios, crea una empresa coaligada con el nombre de Bunge & Born, con el objetivo de participar del mercado de exportación de granos del país. 

### Bunge Global
La empresa se convirtió en Bunge International, registrada en Bermudas, en 1994, conservando el nombre Bunge y Born solo en Argentina.
Bunge finalmente se hizo pública en la Bolsa de Nueva York en 2001, convirtiéndose en Bunge Limited.
En 2002, Bunge adquirió Cereol, la empresa matriz de las compañías de oleaginosas Central Soya y CanAmera Foods.
En noviembre de 2005, Bunge creó una empresa conjunta de producción de biodiésel en Europa con la compañía francesa KBBV y Diester Industrie. La nueva empresa recibió el nombre de Diester Industrie International En 2008, Bunge adquirió Walter Rau, una empresa de margarina de Alemania. 
En 2009, Bunge adquirió el negocio de margarina del Grupo Raisio, fabricante de ingredientes alimentarios funcionales. 

### Actualidad
En 2019, Bunge reubicó su sede global de White Plains, Nueva York, al área metropolitana de San Luis (Misuri) en 2020, donde la empresa tenía su sede en Estados Unidos. 
En 2021, Bunge ocupó el puesto 18 en la lista de los 40 principales productores de proteínas vegetales del mundo de FoodTalks. En 2023, se anunció una fusión con Viterra. 

### Bunge en Argentina
Ernest Bunge emigró a la Argentina proveniente de Bélgica. En 1884, fundó junto a Jorge Born la compañía Bunge & Born.  Durante el siglo XX, el grupo desarrolla nuevas empresas: herrería mecánica de cromo para productos alimenticios, fabricante de bolsas de granos, industrialización de algodón, producción de pintura, industrialización de fibras, producción de zinc electrolítico, entre otras.  
En 2001, Bunge Argentina absorbe Bunge & Born. 

### Bunge en Brasil

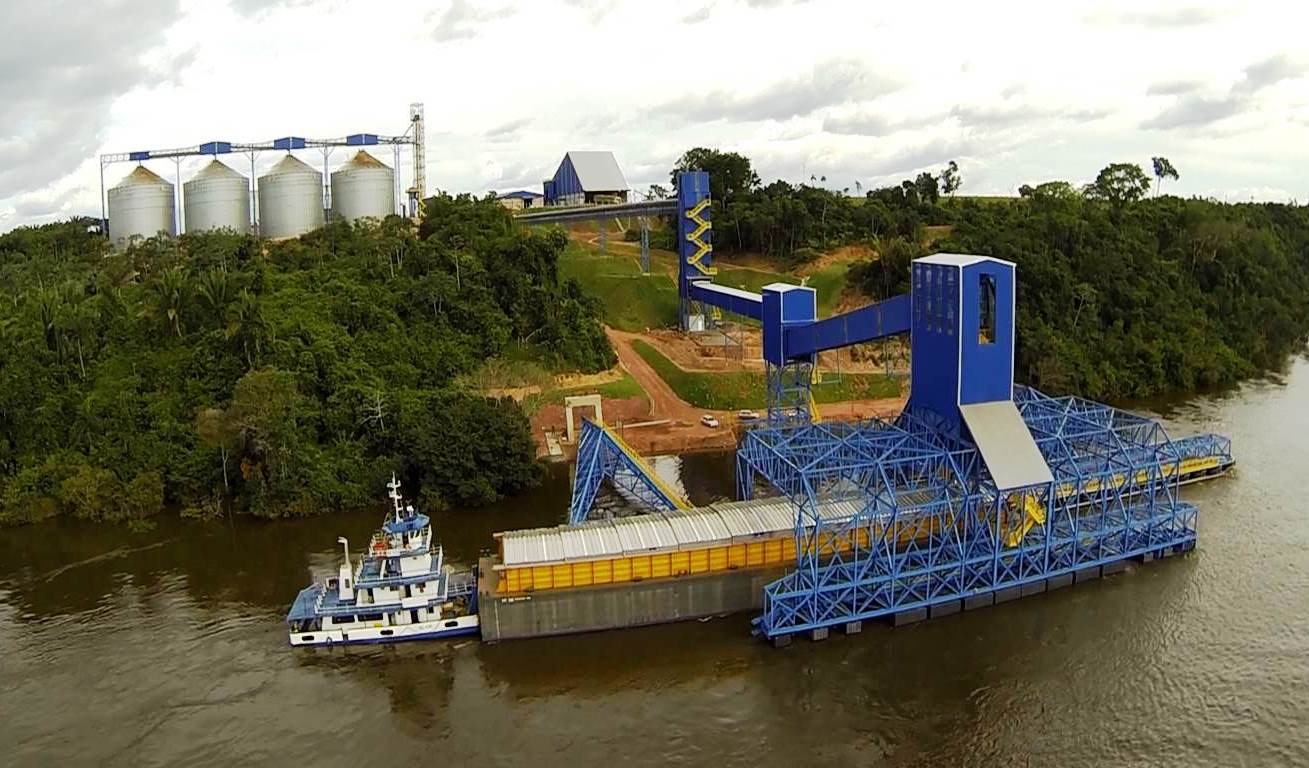
En 2014, la Bunge inaugura complejo portuario en el Pará

En Brasil, la trayectoria de la empresa tiene inicio en 1905, cuando comienza a participar minoritariamente del capital de la S.A. Moinho Santista Indústrias Gerais, empresa de compraventa de trigo de Santos (São Paulo - Brasil). En 1923, Bunge compra la empresa Cavalcanti & Cia., en Recife, que resultó en la formación de la Sanbra, posteriormente denominada Santista Alimentos. En 1938, pasa a comercializar fertilizantes, con la constitución de la Serrana S.A. de Minería. 
En 1997, compra la IAP. Los años siguientes, otras dos grandes empresas de fertilizantes son incorporadas a Bunge: Oro Verde y Manah. Para el área de alimentos, en 1997 adquiere Ceval Alimentos. 
En 2007, la empresa adquiere su primera fábrica de caña de azúcar en Santa Juliana, Mato Grosso. Un año después asume el control de la Fábrica Monteverde en Punta Porã, MS, e inicia la construcción de una tercera fábrica en Pedro Afonso. En 2010, la empresa unifica sus actividades bajo el mando del exministro Pedro Parente, vende su área de minería de nutrientes para fertilizantes a Valle y adquiere la Moema Par, holding con cinco fábricas de caña de azúcar, localizadas en São Paulo y Minas Gerais. En 2013, Bunge vende las fábricas y operación de distribución de Fertilizantes en Brasil para la Yara Internacional ALA .
En 2014, Bunge inaugura el complejo portuario Miritituba - Barcarena, que envuelve la Estación de Reboso, en Miritituba, y la Terminal Portuaria Frontera Norte (Terfron), localizado en Barcarena, ambos en el Pará.  De forma integrada, trabaja los productos desde el campo al consumidor, comercializando y procesando granos como soja, trigo y maíz, o produciendo alimentos (aceite, margarina, arroz, tomate, harina y mezclas para alimentación), actuando en servicios portuarios y de logística y produciendo azúcar y bioenergia.

## Marcas Bunge

### Alimentos
- All Day
- Cajamar
- Cardeal
- Delícia
- Etti
- Primor
- Salada
- Salsaretti
- Soya

### Panificación, confitería y comida
En el mercado de la alimentación, Bunge trabaja con productos derivados del trigo (harinas, reforzadores y mezclas para panes, bolos y panetones), derivados de soja (aceites, margarinas, mayonesas, grasas, cremas), aceite, arroz y tomate. Las principales marcas de la línea profesional Bunge Pro para ese segmento son: Suprema, Soberana, Pré-Mescla, Bentamix, Gradina, Ricca, Cukin, Primor, Etti, Soya o Cardeal.

## Sostenibilidad
La compañía está regida por la política de sostenibilidad, políticas ambientales y de biodiversidad.
Bunge estableció una serie de principios en la conducción de sus actividades, que comprende:
- Agricultura sostenible (promoción de mejores prácticas agrícolas y garantías ambientales y sociales, con respeto a la Moratoria de la Soja. Además, obtiene certificaciones de reconocimiento en el mercado, como la Bonsucro®, que ya certificó 3 fábricas de Bunge;[28]
- Cambio climático (con metas a la reducción de emisiones y promoción de proyectos en el mercado del carbono, como el nuevo proyecto Forestal Santa Maria, que genera 1 millón de toneladas anuales de carbono retenido);
- Dieta Saludable (con asociaciones como la IPAS y gestión en línea con el suplemento especial del GRI);[29][30]
- Reducción de residuos (con metas en la reducción y promoción de reciclaje de residuos. En ese aspecto, la asociación con el Instituto Triángulo permite que cerca de 1.100 puntos de entrega voluntaria de aceite de cocina usado puedan ser reciclados para biodiésel.[31] Desde 2006, más de 1 millón de kilos fueron reciclados en el programa Soya Recicla.[32]

## Fundación Bunge

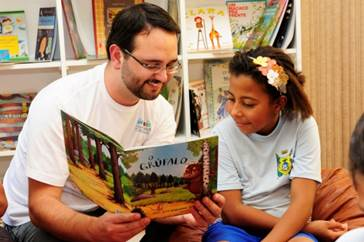
Fundación Bunge, creada en 1955, es la entidad social de Bunge Internacional Limited.

En conmemoración de los 50 años de Bunge en Brasil, en 1955 se creó la Fundação Moinho Santista, actual Fundação Bunge, con el objetivo de incentivar las Ciencias, Letras y Artes.